# Angelo Arcidiacono
Angelo Arcidiacono (Catania, 25 de septiembre de 1955-Catania, 26 de febrero de 2007) fue un deportista italiano que compitió en esgrima, especialista en la modalidad de sable.
Participó en dos Juegos Olímpicos de Verano, obteniendo dos medallas, plata en Montreal 1976 y oro en Los Ángeles 1984. Ganó dos medallas de bronce en el Campeonato Mundial de Esgrima en los años 1977 y 1978.

## Palmarés internacional
| Juegos Olímpicos   | Juegos Olímpicos             | Juegos Olímpicos  | Juegos Olímpicos  |
| Año                | Lugar                        | Medalla           | Prueba            |
| ------------------ | ---------------------------- | ----------------- | ----------------- |
| 1976               | Montreal (Canadá)            | Medalla de plata  | Sable por equipos |
| 1984               | Los Ángeles (Estados Unidos) | Medalla de oro    | Sable por equipos |
| Campeonato Mundial |                              |                   |                   |
| Año                | Lugar                        | Medalla           | Prueba            |
| 1977               | Buenos Aires (Argentina)     | Medalla de bronce | Sable individual  |
| 1978               | Hamburgo (RFA)               | Medalla de bronce | Sable por equipos |